# エティエンヌ・ダオ
エティエンヌ・ダオ（Étienne Daho、1956年1月14日 - ）は、フランスの歌手。フランス領アルジェリアのオラン生まれ。低い囁くような歌声から、レナード・コーエンやチェット・ベイカーとも比較されたことがある。音楽的に影響を受けたのは、セルジュ・ゲーンズブール、ヴェルヴェット・アンダーグラウンド、ザ・ビーチ・ボーイズ、シド・バレットだという。リリースされたアルバムの多くはゴールドまたはプラチナ・アルバムとなっている。イギリスのバンド、セイント・エティエンヌの曲「He's on the Phone」は、ダオの「Week end à Rome」を下敷きにしており、原曲からダオの語りをフィーチャーしている。

## ディスコグラフィ

### アルバム
- Mythomane (1981年)
- 『トリステス・イン・ブルー』 - La notte, la notte (1984年)
- Tombé pour la France (mini album) (1985年)
- 『ポップ・サトリ』 - Pop satori (1986年)
- Pour nos vies martiennes (1988年)
- Live ED (1989年) ※ライブ
- 『パリは今どこに』 - Paris ailleurs (1991年)
- DahOlympia (1993年)
- 『レズレクシォン』 - Reserection (1995年) ※セイント・エティエンヌ・ダオ名義。セイント・エティエンヌとの共演EP
- 『エデン』 - Eden (1996年)
- Singles (1998年)
- Corps et armes (2000年)
- Daho Live (2001年) ※ライブ
- Dans la peau de Daho (2002年) ※ロング・ボックス
- Réevolution (2003年)
- Sortir ce soir (best of live) (2005年) ※ライブ
- Pop satori Deluxe (boxset) (2006年)
- L'invitation (2007年)
- Daho Pleyel Paris' (2009年) ※ライブ
- Le Condamné à mort (2010年) ※with ジャンヌ・モロー
- Les chansons de l'innocence retrouvée (2013年)
- Diskönoir (2014年)
- L'homme qui marche (2015年)
- Blitz (2017年)
- Tirer la nuit sur les étoiles (2023年)